# Diego Madrigal
Diego Josué Madrigal Ulloa (San José, 19 marzo 1989) è un calciatore costaricano, attaccante del Municipal Liberia.

## Statistiche

### Cronologia presenze e reti in nazionale
| Cronologia completa delle presenze e delle reti in nazionale ― Costa Rica | Cronologia completa delle presenze e delle reti in nazionale ― Costa Rica | Cronologia completa delle presenze e delle reti in nazionale ― Costa Rica | Cronologia completa delle presenze e delle reti in nazionale ― Costa Rica | Cronologia completa delle presenze e delle reti in nazionale ― Costa Rica | Cronologia completa delle presenze e delle reti in nazionale ― Costa Rica | Cronologia completa delle presenze e delle reti in nazionale ― Costa Rica | Cronologia completa delle presenze e delle reti in nazionale ― Costa Rica |
| Data                                                                      | Città                                                                     | In casa                                                                   | Risultato                                                                 | Ospiti                                                                    | Competizione                                                              | Reti                                                                      | Note                                                                      |
| ------------------------------------------------------------------------- | ------------------------------------------------------------------------- | ------------------------------------------------------------------------- | ------------------------------------------------------------------------- | ------------------------------------------------------------------------- | ------------------------------------------------------------------------- | ------------------------------------------------------------------------- | ------------------------------------------------------------------------- |
| 27-1-2010                                                                 | San Juan                                                                  | Argentina                                                                 | 3 – 2                                                                     | Costa Rica                                                                | Amichevole                                                                | 1                                                                         | 46’                                                                       |
| 26-5-2010                                                                 | Lens                                                                      | Francia                                                                   | 2 – 1                                                                     | Costa Rica                                                                | Amichevole                                                                | -                                                                         | 90’                                                                       |
| 5-6-2010                                                                  | Bratislava                                                                | Slovacchia                                                                | 3 – 0                                                                     | Costa Rica                                                                | Amichevole                                                                | -                                                                         | 70’                                                                       |
| 18-11-2010                                                                | Fort Lauderdale                                                           | Giamaica                                                                  | 0 – 0                                                                     | Costa Rica                                                                | Amichevole                                                                | -                                                                         | 46’                                                                       |
| 10-2-2011                                                                 | Puerto La Cruz                                                            | Venezuela                                                                 | 2 – 2                                                                     | Costa Rica                                                                | Amichevole                                                                | -                                                                         | 46’                                                                       |
| 12-6-2011                                                                 | Chicago                                                                   | Messico                                                                   | 4 – 1                                                                     | Costa Rica                                                                | Gold Cup 2011 - 1º turno                                                  | -                                                                         | 85’                                                                       |
| 18-6-2011                                                                 | East Rutherford                                                           | Costa Rica                                                                | 1 – 1 dts (2 – 4 dtr)                                                     | Honduras                                                                  | Gold Cup 2011 - Quarti di finale                                          | -                                                                         | 69’                                                                       |
| 2-7-2011                                                                  | San Salvador de Jujuy                                                     | Colombia                                                                  | 1 – 0                                                                     | Costa Rica                                                                | Coppa America 2011 - 1º turno                                             | -                                                                         | 15’ 71’                                                                   |
| 8-7-2011                                                                  | San Salvador de Jujuy                                                     | Costa Rica                                                                | 2 – 0                                                                     | Bolivia                                                                   | Coppa America 2011 - 1º turno                                             | -                                                                         | 46’                                                                       |
| 12-7-2011                                                                 | Córdoba                                                                   | Argentina                                                                 | 3 – 0                                                                     | Costa Rica                                                                | Coppa America 2011 - 1º turno                                             | -                                                                         | 46’                                                                       |
| 8-10-2011                                                                 | San José                                                                  | Costa Rica                                                                | 0 – 1                                                                     | Brasile                                                                   | Amichevole                                                                | -                                                                         | 79’                                                                       |
| Totale                                                                    |                                                                           | Presenze                                                                  | 11                                                                        |                                                                           | Reti                                                                      | 1                                                                         |                                                                           |

## Palmarès

### Club

#### Competizioni nazionali
- Campionato costaricano: 1

Herediano: Verano 2012

### Nazionale
- Campionato nordamericano di calcio Under-20: 1

2009